# متاهة الحب
متاهة الحب، مسلسل درامي هندي، ينتمي إلى الأعمال الاجتماعية الرومانسية، فهو عبارة عن قصة حب معقدة من طرف واحد بطلتها فتاة جميلة واثنين من الأصدقاء. يقع المسلسل في 38 حلقة، وعرض على قناة MBC.
تدور أحداث المسلسل حول الفتاة «كويال» وصديقها المقرب «راج»، بينما يظهر الطالب المتفوق «مادي» الذي يقع في حب «كويال» ويحاول التقرب منها بأي شكل ولفت انتباهها؛ لكن «كويال» لا تعيره أي اهتمام وتعتبره مجرد زميل فقط، لأنها تحب زميلها «راج»؛ لكن بالنسبة إلى «راج» التمثيل والشهرة والنجومية أهم من الحب والعلاقات، لكن مع مرور الوقت يقع «راج» في حب «كويال» ويقع الكثير من المشاكل
اثناء هذه العلاقة ويتهم «راج» بقتل «سوبو» أخو «كويال». تقع «كويال» حائرة بين الدفاع عن حبيبها وبين مقتل أخيها